# Huzulen

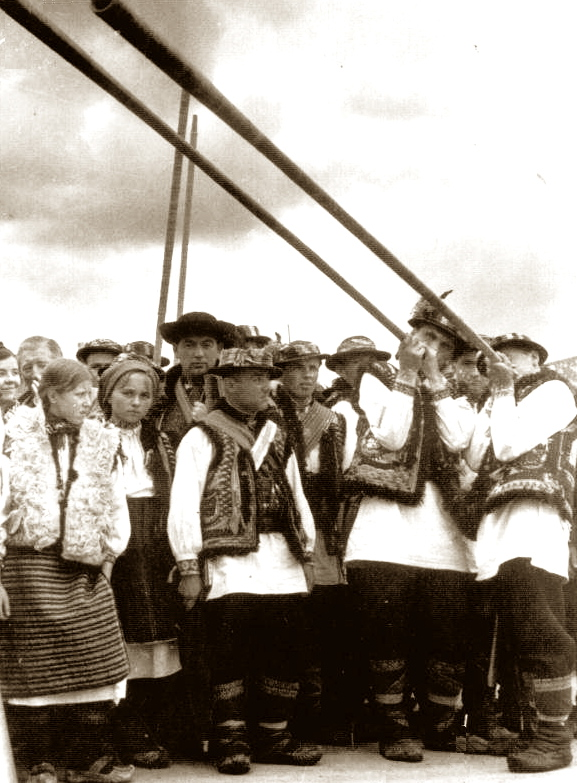
Huzulen in Polen in den 1930er-Jahren

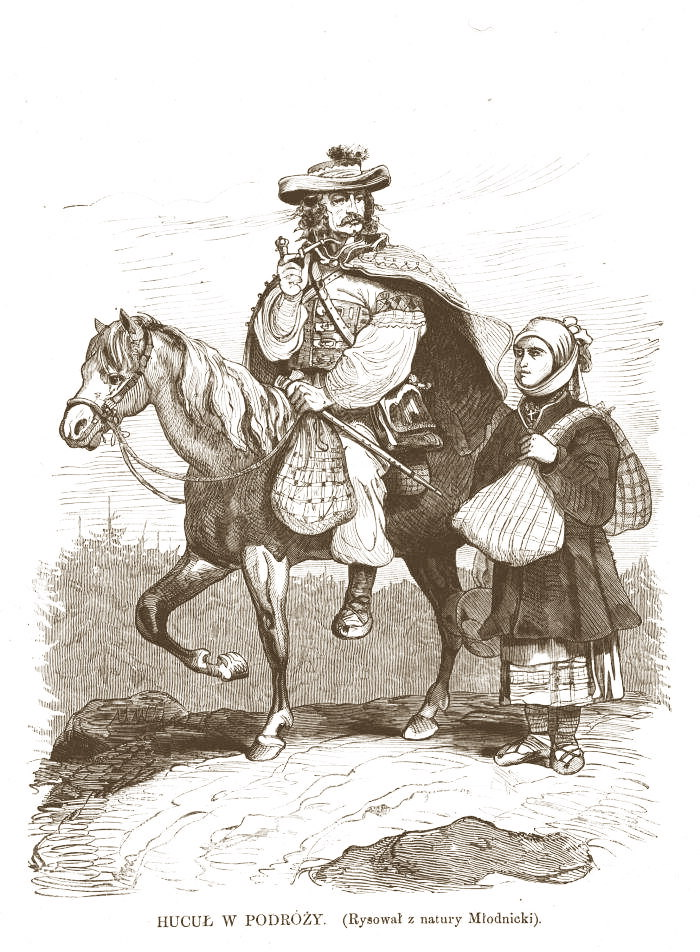
Bildunterschrift: Huzule auf der Reise, Lithografie von 1872

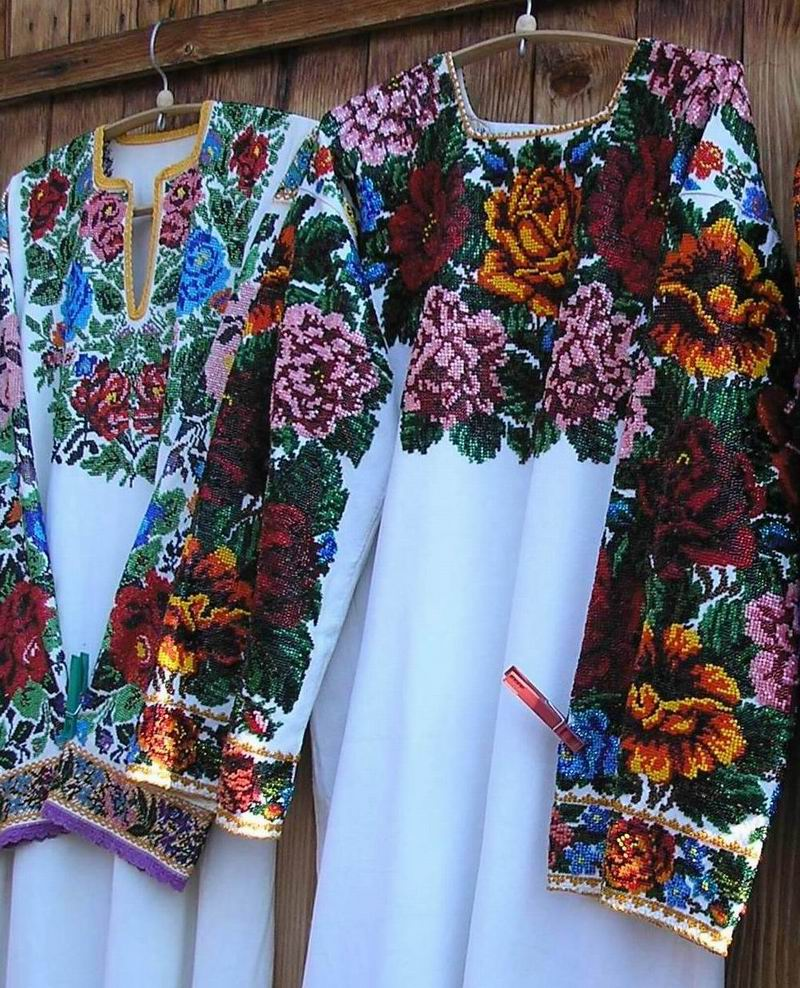
Huzulisches Hochzeitskleid, Markt in Kossiw, Oblast Iwano-Frankiwsk, 2005

Huzule beim Musizieren mit einer Trembita (Xylographie von Zygmunt Ajdukiewicz, 1899)

Die Huzulen, manchmal auch Hutsul oder Hutzul genannt, sind ein  Bergvolk in den Karpaten. Viele Huzulen sehen sich heute als Ukrainer, seit der ukrainischen Unabhängigkeit sind im huzulischen Siedlungsgebiet zahlreiche Denkmäler für den Dichter Taras Schewtschenko errichtet worden. Das Identitätsangebot der russinischen Bewegung wird nur von einigen huzulischstämmigen Intellektuellen genutzt, russinischen Aktivisten gelten die Huzulen als „Abtrünnige“.

## Bezeichnung
Der Ursprung des Volksnamens Hutsul ist umstritten. Gängige Herleitung ist vom rumänischen Begriff hoț/hoțul, Geächteter bzw. Dieb und vom slawischen Wort kochul (ukrainisch кочівник, Nomade). Möglich ist auch ein Bezug zum Namen des türkischen Stamms der Oghusen und des mährischen Markgrafen Hetsyla. Da der Begriff erstmals 1816 bezeugt ist, gilt er als  Exonym. Hutsul befindet sich in den geografischen Begriffen Huzulshchyna, Huzulische Alpen, Huzulische Beskiden, Nationalpark Huzulschtschyna.  In anderen Sprachen werden Huzulen folgendermaßen bezeichnet: ukrainisch гуцули/huzuly; polnisch und slowakisch huculi; ungarisch huculok; rumänisch huţuli; russisch гуцу́лы/guzuly.

## Sprache
Viele Huzulen sprechen neben ihrem eigenen russinischen Dialekt, der mit rumänischen Wörtern versetzt ist, noch Rumänisch und Ukrainisch.

## Siedlungsgebiet
In Nachbarschaft zu Bojken und Lemken leben sie im Karpatengebirge im Grenzgebiet zwischen der Ukraine, Polen und Rumänien. Die waldreichen Täler des Pruth und des Czeremosz sind ihre Heimat. Die inoffizielle Hauptstadt des Huzulenlandes (hutsulshchyna) ist Kossiw.

## Geschichte
Durch ihr Siedlungsgebiet bewegte sich unter anderem der große Vorstoß der Mongolen unter Dschingis Khan nach Europa in die ungarische Tiefebene. Die Pferde der Huzulen sind offensichtlich Nachkommen von zurückgelassenen Tieren der sich nach der Schlacht bei Muhi 1241 zurückziehenden mongolischen Armee.
Vom 14. bis ins 18. Jahrhundert siedelten sich die Huzulen in den nördlichen Karpaten an. Im 17. und 18. Jahrhundert begannen sie auch die südlichen Karpaten, das ukrainische Transkarpatien und die rumänische Region Maramuresch zu besiedeln.
Im Ersten Weltkrieg stellten die österreichisch-ungarischen Streitkräfte ein Freiwilligen-Bataillon aus nicht wehrpflichtigen Huzulen auf, das im Winter 1914/15 an der Karpathenfront zum Einsatz kam. Nach dem Zerfall Österreich-Ungarns riefen die Huzulen in den von ihnen bewohnten Gebieten im Januar 1919 eine unabhängige Huzulenrepublik aus. Mit Unterstützung der westukrainischen Volksrepublik hatte sie ein halbes Jahr Bestand, dann wurde sie von rumänischen Truppen erobert, danach gehörte das Gebiet von 1919 bis 1938 zu Rumänien bzw. zur Tschechoslowakei, dann bis 1944 teilweise zu Ungarn, seit dem Ende des Zweiten Weltkrieges zur Ukrainischen SSR und nach dem Zerfall der Sowjetunion zur unabhängigen Ukraine.
In einer kurzen Blütezeit zwischen dem Ersten und dem Zweiten Weltkrieg wurde die Stadt Rachiw gelegentlich als Huzulisches Paris bezeichnet.

## Kultur
Bis zum Ende des 19. Jahrhunderts waren die Huzulen im unwegsamen Hochgebirge der Karpaten von allen Entwicklungen der Zeitgeschichte abgeschnitten und lebten nach ihren eigenen Gesetzen und Bräuchen. So gibt es auch nach über 100 Jahren moderner Zivilisation noch immer Huzulen, die nach alter Sitte irgendwo für sich alleine im Einklang mit sowie von der Natur leben. Während der Sommermonate begeben sich Teile der Bevölkerung auf die Hochebenen der Karpaten auf Viehweiden.
Die Huzulen sind überwiegend Anhänger der Griechisch-katholischen Kirche und der Ukrainisch-orthodoxen Kirche. Daneben sind traditionelle magisch-religiöse Vorstellungen verbreitet, zu denen der molfar gehört, ein magischer Heiler und Spezialist für Heilpflanzen.
Ursprünglich beschäftigten sich die Huzulen mit Schafzucht und Forstwirtschaft. Im Theißtal westlich von Chust ist Weinbau (siehe: Weinbau in Rumänien) verbreitet. Im Nebenerwerb werden dort auch Weidenruten gesammelt und für den Export nach Rumänien vorbereitet. Bekannt sind die Huzulen für ihre kunsthandwerklichen Fähigkeiten wie Holzschnitzerei, Kupferarbeiten, Weberei, Töpferei und besonders das Verzieren von Ostereiern. So gibt es auch heutzutage in Kossiw jeden Samstag den Huzulen-Basar. Auf diesem Markt ist von Kühen über Kleidung bis zum Kühlschrank alles zu bekommen. Farbenfroh bestickte Lederkleider und dicke Felljacken sowie geschnitzte Gebrauchsgegenstände mit typischen Huzulenmotiven werden dort angeboten.
Das Nationalmuseum für Volkskunst von Huzulien und Pokutien in Kolomyja zeigt die Kultur und Tradition der Huzulen. Die Sammlung wurde 1910 von Kurator Henryk Gąsiorowski zusammengestellt. Zu sehen sind huzulische Stoffe, Trachten, Haushaltsgegenstände, Musikinstrumente und die Einrichtung eines huzulischen Hauses.
Die Huzulen pflegen den schnellen Kreistanz Kolomyjka, der nach der Stadt Kolomyja benannt ist. Zu ihren traditionellen Musikinstrumenten gehören neben der langen Holztrompete Trembita das Hackbrett Cymbaly, mehrere, Sopilka genannte Flöten und die Maultrommel Drymba.
International bekannt wurden die Huzulen 2004 durch den Sieg der sich huzulischer Kulturelemente bedienenden Sängerin Ruslana mit ihrem Song Wild Dances beim Eurovision Song Contest sowie 2010 durch die Filmdokumentation Auf den Spuren der Nomaden des Australiers Tim Cope.

## Film
- Schatten vergessener Ahnen ist ein sowjetischer Film, der sich mit den Huzulen beschäftigt. Er wurde auch in Deutschland gezeigt und rückte nach 1965 die Huzulen in ein allgemeineres Interesse.
- Trembita (1968) ist ein sowjetischer Operettenfilm auf Basis der gleichnamigen Operette Trembita (1949) von Juri Sergejewitsch Miljutin, Wladimir Sacharowitsch Mass und Michail Abramowitsch Tscherwinksi[14]